# Анвар Ибрагим
Анвар бин Ибрагим (малайск. Dato' Seri Anwar bin Ibrahim; род. 10 августа 1947[…], Cherok Tok Kun, Пинанг) — государственный и политический деятель Малайзии, 10-й премьер-министр Малайзии с 2022 года.

## Биография

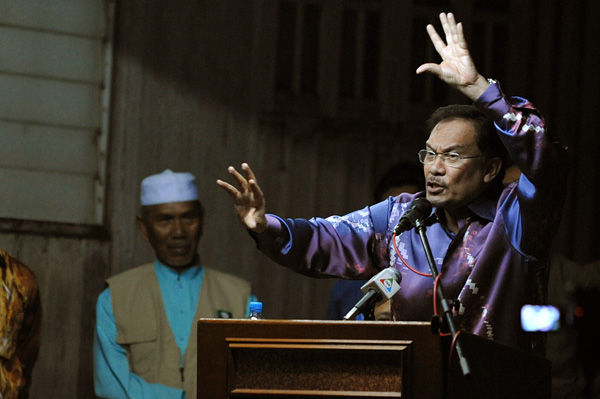
Анвар Ибрагим во время избирательной кампании

Родился в семье государственного служащего. Отец Ибрагим Абдул Рахман был членом парламента и парламентским секретарём министерства здравоохранения. Мать Че Ян Хуссейн — активная деятельница женской организации ОМНО. Выпускник Университета Малайя (1972).
Свою политическую карьеру начал ещё в студенческие годы. С 1968 по 1971 год он был президентом Национальной ассоциации студентов-мусульман Малайзии (малайск. Persatuan Kebangsaan Pelajar Islam Malaysia - PKPIM), а также активным членом Общества малайского языка Университета Малайя (малайск. Persatuan Bahasa Melayu Universiti Malaya - PBMUM) — студенческого движения за малайский язык. В 1974—1982 гг. возглавлял созданную им организацию «Молодое поколение мусульман Малайзии» (малайск. Angkatan Belia Islam Malaysia - ABIM), примыкавшую к Исламской партии. В 1974—1976 годах находился в заключении на основании Закона о внутренней безопасности за организацию студенческих протестов против нищеты и голода. В ноябре 2022 года избран премьер-министром Малайзии.

## Государственная деятельность
В 1982 году Анвар Ибрагим резко изменил свои политические взгляды и вступил в партию Махатхира Мохамада — Объединённую малайскую национальную организацию. На выборах того же года был избран членом парламента. В 1984 году возглавил молодёжное крыло ОМНО, а в 1986 году стал вице-президентом партии.
В 1983 году назначен министром культуры, по делам молодёжи и спорта, в 1984 году — министром сельского хозяйства, в 1986—1990 годах был министром образования. По его инициативе в школах и средствах массовой информации началось внедрение стандартного произношения малайского языка, близкого к произношению индонезийского языка.
В 1990 году стал министром финансов, а с 1993 года и заместителем премьер-министра.

## Устранение от власти. Первое уголовное дело
В 1998 году журнал Newsweek назвал Анвара Ибрагима «азиатом года», но в этом же году разногласия между премьер-министром и заместителем достигли кульминации.
На Генеральной ассамблее ОМНО были выдвинуты обвинения в коррупции и кумовстве, а также получила распространение книга «50 причин, почему Анвар не может стать премьер-министром». Одним из утверждений, содержащихся в книге, было утверждение о гомосексуальности Анвара Ибрагима. По результатам проверки данных книги полицией, в 1999 году Анвар Ибрагим был осуждён за коррупцию и за гомосексуализм к 15 годам заключения.
В 2003 году в Малайзии сменилось правительство. Обвинения в коррупции с Ибрагима были сняты, а ещё через год обвинения в гомосексуальных актах были также признаны недействительными, и он был освобождён.

## Лидер оппозиции
После освобождения стал советником созданной его женой Ван Азизой Ван Исмаил Партии народной справедливости. 26 августа 2008 года избран на промежуточных выборах членом парламента и стал лидером оппозиции. Анвар Ибрагим не мог участвовать во всеобщих выборах, состоявшихся в марте 2008 года, поскольку к тому времени ещё не истёк пятилетний срок после его освобождения из тюрьмы, в течение которого он по закону не имел права баллотироваться кандидатом в члены парламента. На выборах 5 мая 2013 года вновь избран членом малайзийского парламента.

## Второе уголовное дело
После того как в 2008 году партия Анвара Ибрагима получила большое количество голосов на выборах, 23-летний помощник политика, Сайфул Мухаммад Азлан, обвинил Анвара Ибрагима в домогательствах и против него снова было возбуждено уголовное дело. На судебных слушаниях лидер оппозиции отвергал обвинения в мужеложстве, назвав происходящее низкой попыткой подорвать его репутацию в стране. Только в 2012 году обвинения были сняты, но освобождение омрачилось прогремевшими в знак протеста против освобождения Анвара Ибрагима тремя взрывами. 8 марта 2013 года отец Сайфула заявил, что «Анвар не виновен и стал жертвой политического заговора».
Однако в марте 2014 г. суд удовлетворил апелляцию Сайфула, признал Анвара Ибрагима виновным и приговорил его к пяти годам заключения. Он в свою очередь тоже подал апелляцию. В ожидании решения он оставался на свободе, но не мог активно участвовать в политической жизни, в частности ему пришлось снять свою кандидатуру на выборах в штате Селангор. Гомосексуальные связи в Малайзии являются уголовным преступлением и караются тюремным сроком до 20 лет, однако эта статья применяется редко.
10 февраля 2015 года Верховный суд Малайзии подтвердил приговор Анвару Ибрагиму.

## Освобождение
В мае 2018 года после победы оппозиционного блока «Альянс надежды», в который входит и Партия народной справедливости, президентом которой является супруга Анвара, он был освобождён решением Верховного правителя о помиловании. Избран председателем Партии народной справедливости.

## Награды
- Главная медаль «К столетию Икбала» от президента Пакистана (1979)
- Награда «Умеренному мусульманину» Центра исследований ислама и демократии (США, 2005)
- Включение в список 100 самых влиятельных людей мира журналом «Тайм» (2008 — единственный из Малайзии)
- Награда «За выдающийся вклад в развитие демократии» Ассоциации мусульман-учёных в области общественных наук (Англия, 2010)

## Семья
Женат с 1979 года. Жена Ван Азиза Ван Исмаил — президент Партии народной справедливости. Имеет шестерых детей. Старшая дочь Нурул Изза Анвар — вице-президент Партии народной справедливости.

## Сочинения
- Anwar Ibrahim. The Asian Renaissance. Times Editions, 1996.